# Eik-Tønsberg
Eik Idrettsforening Tønsberg – norweski klub piłkarski, grający w 3. divisjon, mający siedzibę w miejscowości Tønsberg.

## Historia
Klub został założony 14 marca 1928 roku jako Eik IF. W 1957 roku klub po raz pierwszy awansował do pierwszej ligi norweskiej. W najwyższej klasie rozgrywkowej spędził łącznie osiem sezonów (stan na 2016 rok). W sezonie 1959/1960 zajął 2. miejsce w Grupie B, a w meczu o 3. miejsce w mistrzostwach Norwegii pokonał 4:2 Vålerenga Fotball. Z kolei w sezonie 1959/1960 zajął 1. pozycję w grupie B. W finale rozgrywek o mistrzostwo kraju przegrał 0:2 z Fredrikstad FK.

## Stadion
Domowe mecze klub rozgrywa na stadionie o nazwie Eikbanen w Tønsbergu, który może pomieścić 1000 widzów.

## Historia występów w pierwszej lidze
| Sezon     | Pozycja                   | M  | Pkt. | Z | R | P  | GZ | GS |
| --------- | ------------------------- | -- | ---- | - | - | -- | -- | -- |
| 1957/1958 | 6. (Grupa B)              | 14 | 13   | 5 | 3 | 6  | 22 | 27 |
| 1958/1959 | 2. (Grupa A)              | 14 | 18   | 7 | 4 | 3  | 26 | 15 |
| 1959/1960 | 2. w Grupie A i 3. ogółem | 14 | 17   | 8 | 1 | 5  | 30 | 21 |
| 1960/1961 | 1. w Grupie A i 2. ogółem | 14 | 18   | 8 | 2 | 4  | 35 | 21 |
| 1961/1962 | 11. (spadek)              | 30 | 26   | 9 | 8 | 13 | 47 | 59 |
| 1983      | 5.                        | 22 | 23   | 9 | 5 | 8  | 34 | 32 |
| 1984      | 9.                        | 22 | 19   | 8 | 3 | 11 | 30 | 36 |
| 1985      | 12. (spadek)              | 22 | 8    | 2 | 4 | 16 | 15 | 57 |

## Reprezentanci kraju grający w klubie
Stan na maj 2016.
| - Espen Bugge Pettersen - Jan Halvor Halvorsen - Tore Halvorsen - Arne Høivik - Ronny Johnsen | - Arne Natland - Jan Frode Nornes - Erik Solér - Erik Thorstvedt |